# Agnes von Saarbrücken

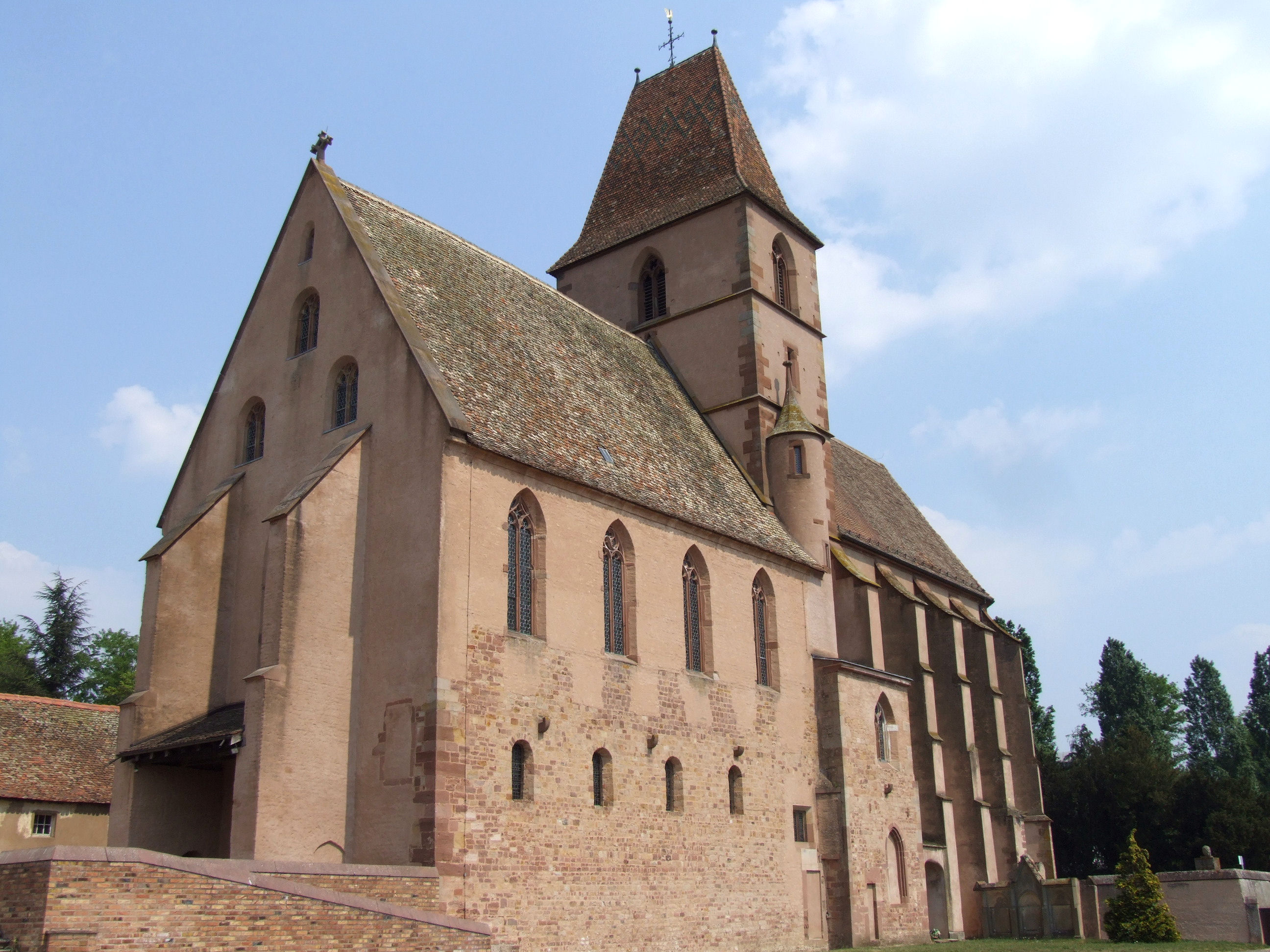
Kirche Sankt Walburga in Walbourg

Agnes von Saarbrücken (* um 1115; † nach 1147) war die Tochter des Grafen Friedrich I. von Saarbrücken und Herzogin von Schwaben.
Sie heiratete um 1132/33 Herzog Friedrich II. von Schwaben. Aus dieser zweiten Ehe des Herzogs, der in erster Ehe mit Judith Welf, der Mutter von Kaiser Friedrich I. Barbarossa verheiratet gewesen war, gingen mehrere Kinder hervor, unter ihnen die Landgräfin Jutta Claricia von Thüringen und der Pfalzgraf Konrad bei Rhein.
Sie wurde zusammen mit ihrem vor ihr verstorbenen Ehemann in der Klosterkirche Walbourg bestattet. Die Gräber von Friedrich und Agnes sind heute nicht mehr vorhanden.